# Rosetta (Egipto)
Rosetta es el nombre que le dieron los franceses, durante la campaña de Napoleón en Egipto, a la ciudad de Rashid, un enclave portuario egipcio en el mar Mediterráneo. 
Está localizada 65 km al nordeste de Alejandría.
Es el asentamiento moderno de la antigua Bolbitine, que está un poco más lejos, hacia el norte. En la Edad Media, Rosetta fue un lugar de gran importancia comercial y continuó floreciendo hasta que la construcción del canal Mahmudiyeh y la mejora del puerto de Alejandría desvió la mayor parte de su comercio a esta última ciudad.

## Historia
Con el declive de Alejandría, después de la conquista otomana de Egipto en el siglo XVI, Rosetta floreció, sólo para declinar en importancia con el resurgimiento de Alejandría. Durante el siglo XIX, era un destino turístico popular entre los ingleses.
Es célebre por ser el lugar donde fue encontrada la Piedra de Rosetta por soldados franceses al mando del capitán francés Pierre-François Bouchard el 19 de julio de 1799, cuando preparaban las fortificaciones del fuerte Julien, el cual debe su nombre al ayudante de campo de Napoleón Bonaparte, muerto en una escaramuza contra los mamelucos un año antes.

## Demografía
La población de Rosetta se incrementó en la década de 1980. En 1983 tenía 36.711 habitantes, en 1986 alcanzó 51.789 y en 1996 se censaron 58.432 habitantes.

## Galería de imágenes

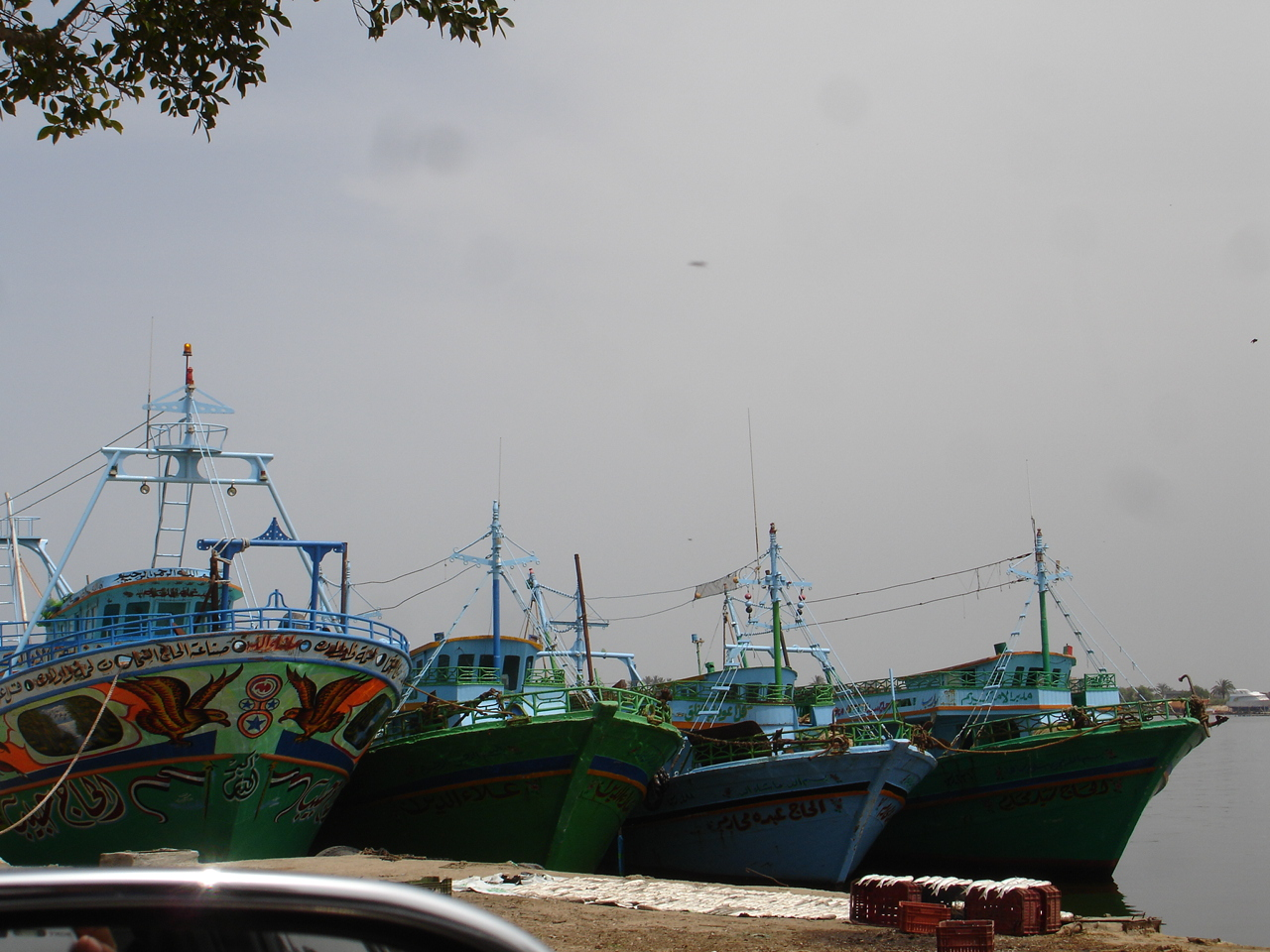
Barcos "verde guisante" anclados en Rosetta.
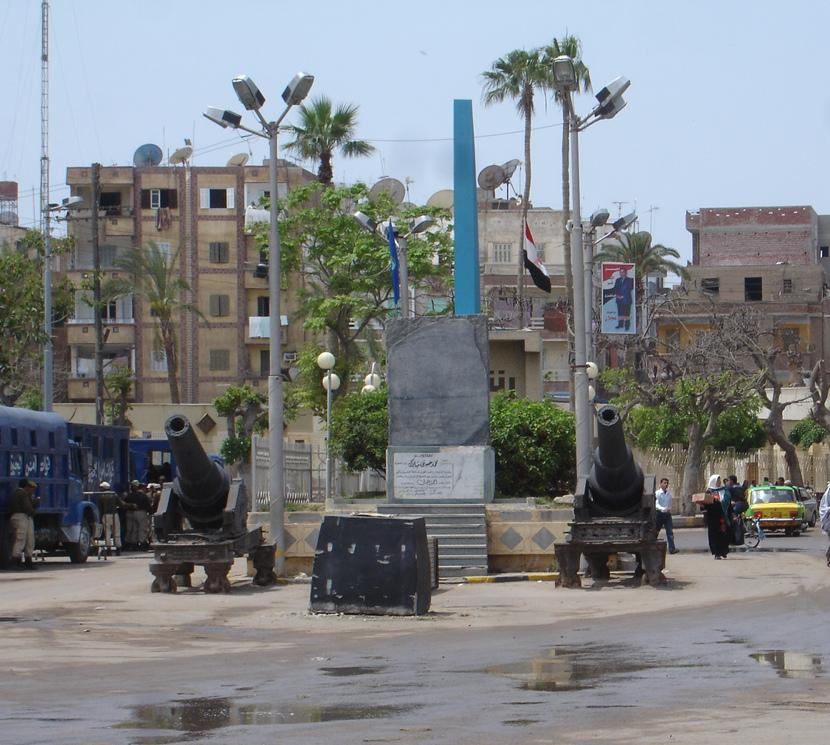
Cañones del siglo XIX en la ciudad de Rosetta junto con una réplica de la piedra de Rosetta.